# 482 a.C.
Il 482 a.C. (CDLXXXII a.C. in numeri romani) è un anno  del V secolo a.C.

## Eventi
- Per domare una rivolta babilonese contro il dominio persiano, Serse I fa distruggere i templi della città.
- Ad Atene ostracismo di Aristide, ritenuto a rischio di diventare un tiranno come lo erano stati i Pisistratidi.
- Roma: 
  - consoli Quinto Fabio Vibulano II e Gaio Giulio Iullo.